# August Milde
August Karol Milde (ur. 31 października 1899 w Łodzi, zm. 1970 w Bawarii, Niemcy) – polski piłkarz występujący na pozycji obrońcy, reprezentant Polski. 
Był piłkarzem ŁTSG Łódź. W reprezentacji Polski debiutował w rozegranym 4 lipca 1926 spotkaniu ze Estonią, które Polska wygrała 2:0, ostatni raz zagrał w tym samym roku. Łącznie w biało-czerwonych barwach rozegrał 3 spotkania.